# Microcharops hipposiderus
Microcharops hipposiderus là một loài tò vò trong họ Ichneumonidae.